# Miłoszyce Małe
Miłoszyce Małe – dawny przysiółek wsi Miłoszyce leżący na terenach stanowiących współcześnie południową część wsi Dziuplina w województwie dolnośląskim, w powiecie oławskim, w gminie Jelcz-Laskowice.
W 1871 roku miejscowość była wzmiankowana jako kolonia Daupe (Dziuplina), część gminy Meleschwitz (Miłoszyce). Obejmowała wówczas 6 gospodarstw i liczyła 49 mieszkańców. W 1885 roku kolonia występowała już pod nazwą Klein Meleschwitz i miała w tym czasie 9 gospodarstw zamieszkanych przez 83 osoby. W 1895 roku miejscowość liczyła 58 mieszkańców w 9 gospodarstwach, a w 1905 roku – 48 mieszkańców w 9 gospodarstwach. W 1937 roku władze hitlerowskie przemianowały Klein Meleschwitz na Klein Fünfteichen. Po II wojnie światowej miejscowość funkcjonowała jako przysiółek. Polska nazwa Miłoszyce Małe została formalnie nadana 23 stycznia 1950 roku. W późniejszych latach nazwa zanikła, a obszar ten zlał się z wsią Dziuplina.